# Телек (Кочкорский район)
Телек, Тёлёк, Тюлек (кирг. Төлөк) — высокогорное село Кочкорского района в Нарынской области Кыргызской Республики. Административный центр Сон-Кульского аильного округа (куда входят Ак-Кыя, Сары-Булак, Тюлек, Кен-Суу).

## Население
Население в 2009 году составляло 1505 человек. Население занимается, в основном, животноводством. В советское время действовал с/х «Тюлек» (Перечень населенных пунктов Кыргызской Республики, расположенных в условиях высокогорья, работа в которых дает право на льготное пенсионное обеспечение/Утвержден постановлением Правительства Кыргызской Республики от 8 октября 1997 года N 586).

## География
Расположен в северо-восточной части региона, вблизи озера Сон-Куль (Сонкёль), в Сон-Кельской высокогорной межгорной впадины Внутреннего Тянь-Шаня.
Сон-Кёльская котловина, расположенная на высоте 3100 м над уровнем моря, характеризуется холодным, умеренно-влажным климатом. Зимы очень холодные, снежные. Снежный покров залегает в течение 180—200 дней, высота его местами достигает 1 м. Средняя минимальная температура воздуха — −28-30 °С.
Находится в селе- и паводкоопасной зоне, характеризующаяся нижней границей на высоте около 3000-3500 метров, с условиями для формирования больших объёмов талых снеговых и ледниковых вод и образования высокогорных озёр.